# James Campbell (clarinettiste)
Pour les articles homonymes, voir James Campbell et Campbell.
James Campbell (né à Leduc, Alberta, près d'Edmonton, le 10 août 1949) est un clarinettiste américano-canadien. Il est l'auteur d'une quarantaine d'enregistrements et a reçu les prix : un Juno Award, un Roy Thomson Hall Award, nommé artiste canadien de l'année, et décoré de l'Ordre du Canada, et d'une Médaille du jubilé d'or de la reine.
Depuis 1999, Campbell est professeur de clarinette à la Jacobs School of Music de l'Université de l'Indiana. Il est le directeur artistique du festival du son de Parry Sound, Ontario depuis 1985.
Il a remporté le Talent Festival de la Canadian Broadcasting Corporation (CBC) et en 1971, le concours international de clarinette – Jeunesses musicales – de Belgrade (alors en Yougoslavie) En 1972, il représente le Canada au 26e congrès de la fédération international des Jeunesses musicales à Augsbourg. Il a est aussi aux demi-finales du concours international de clarinette de Budapest en 1970.
Il a été membre de divers jurys de concours, notamment au concours international des Jeunesses musicales de Belgrade en 1987, avec Walter Boeykens (Belgique), Thea King (Royaume-Uni), Ludwig Kurkiewicz (Pologne), Milenko Stefanovic (Yougoslavie), Ernest Ackun (Yougoslavie), Marko Rudzak (Yougoslavie) et Stjepan Rabuzin (Yougoslavie).
Le Conseil canadien de la musique lui a attribué le nom d'artiste de l'année 1989 et il est nommé membre de l'Ordre du Canada en 1997.